# Molière du comédien dans un second rôle
 (mars 2022).
Si vous disposez d'ouvrages ou d'articles de référence ou si vous connaissez des sites web de qualité traitant du thème abordé ici, merci de compléter l'article en donnant les références utiles à sa vérifiabilité et en les liant à la section « Notes et références ».
Le Molière du comédien dans un second rôle est une récompense théâtrale française décernée par l'association Les Molières depuis la première remise de prix le 23 mai 1987 au théâtre du Châtelet à Paris.

## Introduction
Jean-Paul Roussillon, Robert Hirsch, Maurice Chevit et Thierry Frémont ont reçu deux fois le Molière du comédien dans un second rôle.
Comédiens nommés à plusieurs reprises (en gras, les comédiens lauréats) : 
- 6 fois : Jean-Michel Dupuis.
- 4 fois : Gilles Privat.
- 3 fois : Jean-Paul Roussillon, Jean-Paul Bordes, Jean-Paul Farré, François Lalande, Jean-Pierre Darroussin, Roger Dumas, José Paul, Didier Brice et Didier Sandre.
- 2 fois : Fabrice Eberhard, Michel Robin, Gérard Caillaud, Jérôme Kircher, Georges Wilson, Robert Hirsch, Gérard Hernandez, Sam Karmann, Bernard Alane, Michel Duchaussoy, Pierre Forest, Michel Etcheverry, François Marthouret, Christophe Montenez, Bernard Dhéran, Marcel Cuvelier, Samuel Labarthe, Philippe Magnan, Maurice Chevit, Michel Vuillermoz, Henri Courseaux, Guillaume Gallienne, Thierry Frémont, Sébastien Thiéry, Patrick Raynal, Sébastien Castro, Stéphan Wojtowicz et Jacques Fontanel.

## Palmarès

### Années 1980
- 1987 : Pierre Arditi dans La Répétition ou l'Amour puni
  - Jean-Michel Dupuis dans Conversations après un enterrement
  - Patrick Raynal dans Tel quel
  - Jean-Paul Roussillon dans Conversations après un enterrement
  - Didier Sandre dans La Folle Journée ou le Mariage de Figaro
- 1988 : Pierre Vaneck dans Le Secret
  - Fabrice Eberhard dans Mort d'un commis voyageur
  - Jean-Paul Farré dans La Métamorphose
  - Jacques Jouanneau dans Les Cahiers tango
  - Fabrice Luchini dans Le Secret
- 1989 : Étienne Chicot dans Une absence
  - Claude Evrard dans Un mois à la campagne
  - Henri Garcin dans Entre nous soit dit
  - François Lalande dans Le Foyer
  - Michel Robin dans L'Imposture

### Années 1990
- 1990 : Michel Robin dans La Traversée de l'hiver
  - Gérard Caillaud dans Les Palmes de Monsieur Schutz
  - Martin Lamotte dans Un fil à la patte
  - Roger Mirmont dans La Célestine
  - Henri Virlogeux dans Ivanov
- 1991 : Jean-Paul Roussillon dans Zone libre
  - Jacques Bonnaffé dans La Fonction
  - Jean-Paul Farré dans Les Fourberies de Scapin
  - Mario Gonzalez dans Les Fourberies de Scapin
  - Georges Wilson dans Eurydice
- 1992 : Robert Hirsch dans Le Misanthrope
  - Jean-Pierre Darroussin dans Cuisine et dépendances
  - Maurice Garrel dans C'était bien
  - Gérard Hernandez dans Sans rancune
  - Sam Karmann dans Cuisine et dépendances
- 1993 : Jean-Pierre Sentier dans L’Église
  - Bernard Alane dans La Jalousie
  - Michel Duchaussoy dans Pygmalion
  - Fabrice Eberhard dans Roméo et Jeannette
  - Michel Etcheverry dans Temps contre temps
- 1994 : Roland Blanche dans La Résistible Ascension d'Arturo Ui
  - Roger Dumas dans Le Retour
  - Gérard Hernandez dans Le Dîner de cons
  - Francis Lax dans L'Ampoule magique
  - Guy Tréjan dans Hamlet
- 1995 : Darry Cowl dans On purge bébé et Feu la mère de Madame
  - Jean-Pierre Darroussin dans Un air de famille
  - Bernard Dhéran dans Les affaires sont les affaires
  - Michel Etcheverry dans Meurtre dans la cathédrale
  - Jean Lescot dans Fausse adresse
- 1996 : Jean-Paul Roussillon dans Colombe
  - Francis Lalanne dans L'Affrontement
  - Gérard Lartigau dans Panique au Plazza
  - François Marthouret dans Gertrud
  - Frédéric van den Driessche dans Un mari idéal
- 1997 : Robert Hirsch dans En attendant Godot
  - Bernard Alane dans Sylvia
  - Jean-Paul Bordes dans La Puce à l'oreille
  - Jean-Pierre Darroussin dans La Terrasse
  - Jean-Michel Dupuis dans En attendant Godot
- 1998 : Maurice Barrier dans Douze hommes en colère
  - Marcel Cuvelier dans Bel-Ami
  - Bernard Freyd dans Douze hommes en colère
  - Samuel Labarthe dans Oncle Vania
  - Philippe Laudenbach dans Le Bonnet de fou
- 1999 : Michel Aumont dans Rêver peut-être
  - Jean-Michel Dupuis dans Les Portes du ciel
  - André Falcon dans Délicate Balance
  - Alain MacMoy dans Pour la galerie
  - Jacques Zabor dans Mademoiselle Else

### Années 2000
- 2000 : Marcel Cuvelier dans Mon père avait raison
  - Bernard Dhéran dans Hôtel des deux mondes
  - Christian Hecq dans La Main passe
  - Sam Karmann dans Raisons de famille
  - François Lalande dans Raisons de famille
- 2001 : Georges Wilson dans Une chatte sur un toit brûlant
  - François Lalande dans Staline mélodie
  - Philippe Magnan dans Les Directeurs
  - Jean Négroni dans Marie Hasparen
  - Philippe Uchan dans Glengarry Glen Ross
- 2002 : Maurice Chevit dans Conversations avec mon père
  - Stéphane Hillel dans Impair et Père
  - Philippe Magnan dans Elvire
  - Wojtek Pszoniak dans La Boutique au coin de la rue
  - Michel Vuillermoz dans Madame Sans Gêne
- 2003 : Michel Duchaussoy dans Phèdre
  - Roger Dumas dans Hysteria
  - Vincent Elbaz dans Hysteria
  - Gérard Loussine dans Un petit jeu sans conséquence
  - José Paul dans Un petit jeu sans conséquence
- 2004 : Thierry Frémont dans Signé Dumas
  - Philippe Khorsand dans L'Invité
  - Roland Marchisio dans Portrait de famille
  - Jean-Michel Martial dans Miss Daisy et son chauffeur
  - Chick Ortega dans L'amour est enfant de salaud
- 2005 : Maurice Chevit dans Brooklyn Boy
  - Gérard Caillaud dans Amadeus
  - Éric Elmosnino dans Ivanov
  - José Paul dans La Locandiera
  - Gilles Privat dans Avis aux intéressés
  - Michel Vuillermoz dans Le Menteur
- 2006 : Roger Dumas dans Moins 2
  - Didier Brice dans La Sainte Catherine
  - Henri Courseaux dans Pygmalion
  - Jean-Paul Farré dans Le Roi Lear
  - Jérôme Kircher dans Le Roi Lear
  - Jean-Pierre Lorit dans Créanciers
- 2007 : Éric Ruf dans Cyrano de Bergerac
  - Jean-Michel Dupuis dans La Danse de l'albatros
  - Jean-François Guilliet dans L'Éventail de Lady Windermere
  - Samuel Labarthe dans Le Gardien
  - Jacques Marchand dans Chocolat piment
- 2008 : Gilles Privat dans L'Hôtel du libre échange
  - Didier Brice dans Les Forains
  - Jean-Pierre Malo dans En toute confiance
  - Laurent Stocker dans Juste la fin du monde
- 2009 : Roland Bertin dans Coriolan
  - Sébastien Castro dans Le Comique
  - Jean-Claude Durand dans Le Jour se lève, Léopold !
  - Guillaume Gallienne dans Fantasio
  - Arthur Jugnot dans Chat en poche
  - Sébastien Thiéry dans Cochons d'Inde
  - Nicolas Vaude dans Elle t'attend

### Années 2010
- 2010 : Henri Courseaux dans La Nuit des rois
  - Xavier Gallais dans Ordet
  - José Paul dans L’Illusion conjugale
  - Yves Pignot dans La Nuit des rois
  - Gilles Privat dans La Dame de chez Maxim
  - Hugues Quester dans Casimir et Caroline
- 2011 : Guillaume Gallienne dans Un fil à la patte
  - Maxime d'Aboville dans Henri IV, le bien-aimé
  - Jean-Michel Dupuis dans Le Prénom
  - Thierry Hancisse dans Un fil à la patte
  - Guillaume de Tonquédec dans Le Prénom
  - Bernard Verley dans Rêve d'automne
- 2014 : Davy Sardou dans L’Affrontement
  - John Arnold dans Perturbation
  - David Ayala dans Le dernier jour du jeûne
  - Patrick Catalifo dans Un temps de chien
  - Manuel Le Lièvre dans Le Conte d’hiver
  - Stéphan Wojtowicz dans Un singe en hiver
- 2015 :  Thierry Frémont dans Les Cartes du pouvoir
  - Urbain Cancelier dans Le Système
  - Florian Choquart dans La Discrète amoureuse
  - Romain Cottard dans Comment vous racontez la partie
  - Arthur Igual dans Le Capital et son singe
  - Éric Laugérias dans Nelson
- 2016 : Didier Brice dans À torts et à raisons
  - Jean-Michel Dupuis dans Le Mensonge
  - Pierre-François Garel dans Qui a peur de Virginia Woolf ?
  - Sébastien Thiéry dans Momo
  - Thierry Lopez dans Avanti !
- 2017 : Pierre Forest dans Edmond
  - Jean-Paul Bordes dans Vient de paraître
  - Jacques Fontanel dans La Garçonnière
  - Gilles Privat dans Le Temps et la Chambre
  - Patrick Raynal dans La Louve
  - Didier Sandre dans Les Damnés
- 2018 : Franck Desmedt dans Adieu monsieur Haffmann
  - Jean-Paul Comart dans Michel-Ange et les Fesses de Dieu
  - Vincent Deniard dans Baby
  - Didier Sandre dans Les Fourberies de Scapin
  - François Siener dans Michel-Ange et les Fesses de Dieu
  - Bruno Solo dans Baby
- 2019 : François Vincentelli dans Le Canard à l'orange
  - Pierre Benoist dans Kean
  - Sébastien Castro dans Le Prénom
  - Olivier Claverie dans La Dégustation
  - Jacques Fontanel dans Kean
  - Christophe Montenez dans La Nuit des rois ou Tout ce que vous voulez

### Années 2020
- 2020 : Jean Franco dans Plus haut que le ciel, de Julien Lefebvre et Florence Lefebvre, mise en scène Jean-Laurent Silvi
  - Pierre Forest dans Madame Zola de Annick Le Goff, mise en scène Anouche Setbon
  - Jérémy Lopez dans La Puce à l'oreille de Georges Feydeau, mise en scène Lilo Baur
  - Alexis Moncorgé dans Rouge de John Logan, adaptation Jean-Marie Besset, mise en scène Jérémie Lippmann
  - Frédéric Pierrot dans Opening night d’après John Cassavetes, mise en scène Cyril Teste
  - Stéphan Wojtowicz dans La Mouche d’après George Langelaan, mise en scène Valérie Lesort et Christian Hecq

- 2022 : Nicolas Lumbreras dans La Course des géants de Mélody Mourey, mise en scène Mélody Mourey
  - Thomas Blanchard dans La Seconde Surprise de l’amour de Marivaux, mise en scène d’Alain Françon
  - Jean-Paul Bordes dans Comme il vous plaira de William Shakespeare, mise en scène de Léna Bréban
  - Andy Cocq dans Les Producteurs de Mel Brooks, mise en scène Alexis Michalik
  - François Marthouret dans Le Roi Lear de William Shakespeare, mise en scène Georges Lavaudant
  - Pascal Sangla dans Stallone de Fabien Gorgeart, Clotilde Hesme et Pascal Sangla, d’après Emmanuèle Bernheim, mise en scène de Fabien Gorgeart

- 2023 : Kamel Isker dans Les Poupées persanes d'Aïda Asgharzadeh, mise en scène Régis Vallée
  - Jérôme Kircher dans Biographie : un jeu de Max Frisch, mise en scène Frédéric Bélier-Garcia
  - Benjamin Lavernhe dans La Dame de la mer de Henrik Ibsen, mise en scène Géraldine Martineau
  - Bernard Malaka dans Glenn, naissance d'un prodige d’Ivan Calbérac, mise en scène Ivan Calbérac
  - Teddy Mélis dans Le Voyage de Molière de Jean-Philippe Daguerre et Pierre-Olivier Scotto, mise en scène Jean-Philippe Daguerre
  - Christophe Montenez dans Le Roi Lear de William Shakespeare, mise en scène Thomas Ostermeier

- 2024 : Guillaume Bouchède dans Je m’appelle Asher Lev
  - Lionel Abelanski dans Un tramway nommé désir
  - Florian Choquart dans Courgette
  - Kevin Razy dans Passeport
  - Laurent Stocker dans Cyrano de Bergerac
  - Vincent Viotti dans Courgette

- 2025 : Laurent Stocker dans Le Soulier de satin de Paul Claudel, mise en scène Eric Ruf
  - Nicolas Martinez dans Les Marchands d’étoiles de Anthony Michineau, mise en scène Julien Alluguette
  - Régis Vallée dans Peau d'homme d’après Zanzim et Hubert, mise en scène Léna Bréban
  - Vincent Winterhalter dans Dom Juan d’après Molière, mise en scène Macha Makeïeff